# Seleuš
Seleuš (izvirno srbsko Селеуш) je naselje v Srbiji, ki upravno spada pod Občino Alibunar; slednja pa je del Južnobanatskega upravnega okraja.

## Demografija
V naselju živi 1039 polnoletnih prebivalcev, pri čemer je njihova povprečna starost 41,4 let (39,8 pri moških in 43,0 pri ženskah). Naselje ima 412 gospodinjstev, pri čemer je povprečno število članov na gospodinjstvo 3,25.
V času zadnjih štirih popisov je opazen padec v številu prebivalcev.
|  |

| Demografija | Demografija     | Demografija     |
| Leto        | Št. prebivalcev | Št. prebivalcev |
| ----------- | --------------- | --------------- |
|             |                 |                 |
|             |                 |                 |
|             |                 |                 |
|             |                 |                 |
| 1948        | 2276            |                 |
| 1953        | 2189            |                 |
| 1961        | 2286            |                 |
| 1971        | 2121            |                 |
| 1981        | 1765            |                 |
| 1991        | 1499            | 1397            |
| 2002        | 1515            | 1340            |
|             |                 |                 |

| Etnična sestava po popisu iz leta 2002 | Etnična sestava po popisu iz leta 2002 | Etnična sestava po popisu iz leta 2002 | Etnična sestava po popisu iz leta 2002 | Etnična sestava po popisu iz leta 2002 |
| -------------------------------------- | -------------------------------------- | -------------------------------------- | -------------------------------------- | -------------------------------------- |
| Romuni                                 | Romuni                                 |                                        | 658                                    | 49,10%                                 |
| Srbi                                   | Srbi                                   |                                        | 578                                    | 43,13%                                 |
| Romi                                   | Romi                                   |                                        | 62                                     | 4,62%                                  |
| Slovaki                                | Slovaki                                |                                        | 12                                     | 0,89%                                  |
| Jugoslovani                            | Jugoslovani                            |                                        | 10                                     | 0,74%                                  |
| Hrvati                                 | Hrvati                                 |                                        | 4                                      | 0,29%                                  |
| Muslimani                              | Muslimani                              |                                        | 2                                      | 0,14%                                  |
| Slovenci                               | Slovenci                               |                                        | 1                                      | 0,07%                                  |
| Madžari                                | Madžari                                |                                        | 1                                      | 0,07%                                  |
| Vlahi                                  | Vlahi                                  |                                        | 1                                      | 0,07%                                  |
| Neznano                                | Neznano                                |                                        | 9                                      | 0,67%                                  |